# Ñengo Flow

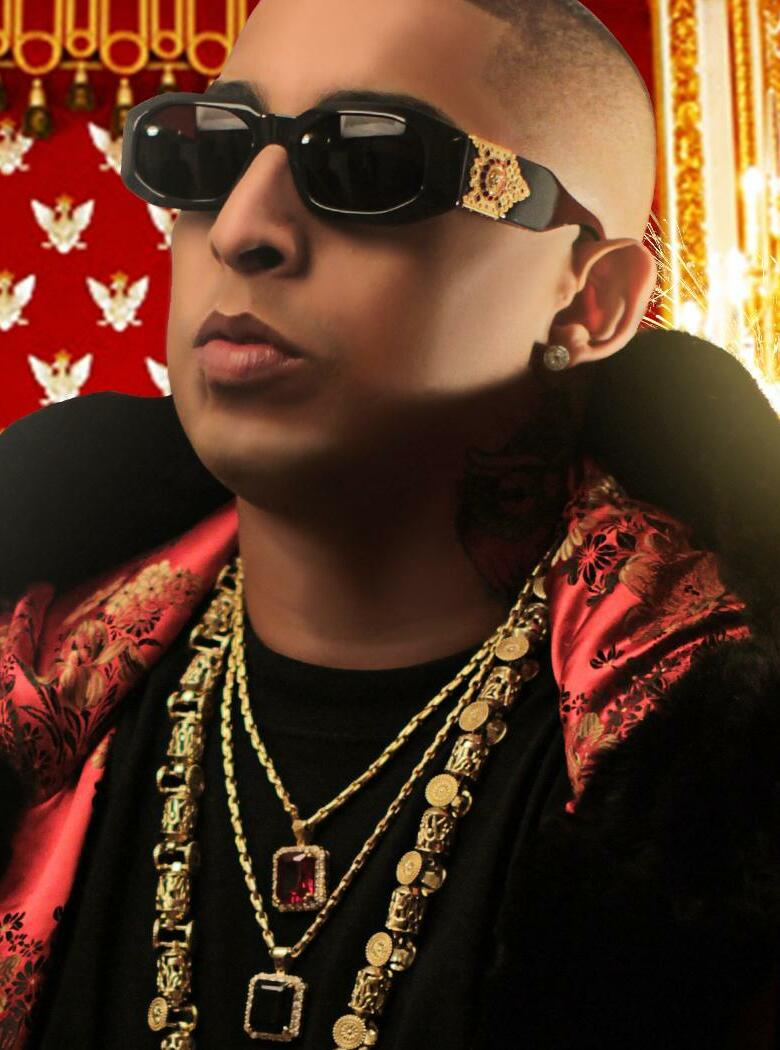
Ñengo Flow, 2014

Ñengo Flow (* 15. Oktober 1981 in Río Piedras; bürgerlich Edwin Rosa Vázquez Ortiz) ist ein puerto-ricanischer Rapper und Sänger.

## Karriere
Ñengo Flow begann bereits 1995, im Alter von 14 Jahren, erste Reggaeton-Aufnahmen zu machen. 2004 nahm er mit einigen Lokalkünstlern ein gemeinsames Mixtape auf.
Er veröffentlichte 2005 sein Debütalbum Flow Callejero. Er machte sich schnell durch seine Produktionen und Kollaborationen mit namhaften Künstlers wie Ivy Quee, Don Omar, Bad Bunny oder De La Ghetto einen Namen.
Mit seinem 2020 erschienenen Album The Goat erreichte er die Top 10 in Spanien sowie erstmals die Top 50 der Billboard Top Latin Albums.

## Diskografie

### Alben
- 2005: Flow Callejero
- 2011: Real G 4 Life
- 2012: Real G 4 Life 2
- 2012: Real G 4 Life 2.5
- 2017: Real G 4 Life 3 (US: Gold (Latin))

| Jahr | Titel               | Höchstplatzierung, Gesamtwochen, AuszeichnungChartplatzierungen (Jahr, Titel, Platzierungen, Wochen, Auszeichnungen, Anmerkungen) | Höchstplatzierung, Gesamtwochen, AuszeichnungChartplatzierungen (Jahr, Titel, Platzierungen, Wochen, Auszeichnungen, Anmerkungen) | Anmerkungen                          |
| Jahr | Titel               | Latin | ES | Anmerkungen                          |
| ---- | ------------------- | --- | --- | ------------------------------------ |
| 2020 | The Goat            | Latin21 (1 Wo.)Latin | ES6 (7 Wo.)ES | Erstveröffentlichung: 15. Mai 2020   |
| 2024 | Real G 4 Life Vol.4 | Latin20 (2 Wo.)Latin | ES15 (9 Wo.)ES | Erstveröffentlichung: 5. Januar 2024 |

### Singles
| Jahr | Titel Album                                 | Höchstplatzierung, Gesamtwochen, AuszeichnungChartplatzierungen (Jahr, Titel, Album, Platzierungen, Wochen, Auszeichnungen, Anmerkungen) | Höchstplatzierung, Gesamtwochen, AuszeichnungChartplatzierungen (Jahr, Titel, Album, Platzierungen, Wochen, Auszeichnungen, Anmerkungen) | Höchstplatzierung, Gesamtwochen, AuszeichnungChartplatzierungen (Jahr, Titel, Album, Platzierungen, Wochen, Auszeichnungen, Anmerkungen) | Anmerkungen |
| Jahr | Titel Album                                 | US | Latin | ES | Anmerkungen |
| --- | ------------------------------------------- | --- | --- | --- | --- |
| 2019 | 105 °F (Remix) –                            | — | Latin— ×4VierfachplatinLatin | ES32 ×2Doppelplatin · (23 Wo.)ES | Erstveröffentlichung: 12. September 2019 mit KEVVO, Farruko, Chencho Corleone, Arcángel, Darell, Brytiago & Myke Towers |
| 2020 | Más y Más –                                 | — | — | ES45 (3 Wo.)ES | Erstveröffentlichung: 21. Februar 2020 mit Omar Montez                                                                  |
| 2020 | Sur y norte The Goat                        | — | Latin— GoldLatin | ES5 ×2Doppelplatin · (20 Wo.)ES | Erstveröffentlichung: 14. Mai 2020 mit Anuel AA                                                                         |
| 2022 | Chukiteo Llegó el Domi                      | — | — | ES52 (6 Wo.)ES | Erstveröffentlichung: 9. März 2022 mit Kiko el Crazy                                                                    |
| 2022 | La llevo al cielo –                         | — | Latin29 (20 Wo.)Latin | ES9 ×3Dreifachplatin · (24 Wo.)ES | Erstveröffentlichung: 20. Mai 2022 mit Chris Jedi, Chenco Corleone & Anuel AA                                           |
| 2022 | Gato de noche Real G 4 Life Vol.4           | US60 (8 Wo.)US | Latin2 (20 Wo.)Latin | ES8 ×2Doppelplatin · (14 Wo.)ES | Erstveröffentlichung: 22. Dezember 2022 feat. Bad Bunny                                                                 |
| Folgende Lieder erschienen nicht als Single, wurden aber durch das Album zum Download und Streaming bereitgestellt und konnten somit eine Platzierung erlangen: |                                             | | | | |
| |                                             | | | | |
| 2023 | Acho PR Nadie sabe lo que va a pasar mañana | — | — | ES22 Gold · (2 Wo.)ES | Charteinstieg: 20. Oktober 2023 mit Bad Bunny, Arcángel & De La Ghetto                                                  |

Weitere Singles
- 2016: 47 (mit Anuel AA, Sinfonico, Farruko, Casper Magico, Darell, Bad Bunny & Lil Geniuz, ES: Gold, US: Gold (Latin))
- 2017: Simple (mit Ozuna, DJ Luian, Mambo Kingz, Cosculluela, Baby Rasta & Gringo, US: ×2Doppelplatin (Latin) )
- 2017: 47 (Remix) (mit Anuel AA & Sinfonico, US: Platin (Latin))
- 2017: Real G’s (mit Sinfonico, Darell, Ela A El Dominio & Jon Z, US: Gold (Latin))
- 2018: Mi Planta (mit El Yman, ES: Gold)
- 2018: Se Supone (Remix) (mit Jhay Cortez, Darell, Almighty, Miky Woodz & Myke Towers, US: Gold (Latin))
- 2020: Only Fans (Remix) (mit Young Martino, Lunay, Mike Towers, Jhay Cortez, Arcángel, Darell, Brray & Joyce Santana, US: ×2Doppelplatin (Latin) )
- 2020: Profecía (ES: Gold)
- 2020: Mi Estilo de Vida II (mit Ñejo, Kenai, Rauw Alejandro, Miky Woodz, Arcángel & Myke Towers, ES: Gold)
- 2022: Delincuente (mit Tokischa & Anuel AA, ES: Platin, US: ×4Vierfachplatin (Latin) )

### Gastbeiträge
| Jahr | Titel Album                | Höchstplatzierung, Gesamtwochen, AuszeichnungChartplatzierungen (Jahr, Titel, Album, Platzierungen, Wochen, Auszeichnungen, Anmerkungen) | Höchstplatzierung, Gesamtwochen, AuszeichnungChartplatzierungen (Jahr, Titel, Album, Platzierungen, Wochen, Auszeichnungen, Anmerkungen) | Höchstplatzierung, Gesamtwochen, AuszeichnungChartplatzierungen (Jahr, Titel, Album, Platzierungen, Wochen, Auszeichnungen, Anmerkungen) | Anmerkungen |
| Jahr | Titel Album                | US | Latin | ES | Anmerkungen |
| --- | -------------------------- | --- | --- | --- | --- |
| 2016 | Diles (Remix) –            | — | Latin— ×4VierfachplatinLatin | ES85 ×4Vierfachplatin · (10 Wo.)ES | Erstveröffentlichung: 26. August 2016 Farruko, Bad Bunny & Ozuna feat. Arcángel, Ñengo Flow, DJ Luian & Mambo Kingz |
| 2021 | Burberry –                 | — | Latin35 ×2Doppelplatin · (2 Wo.)Latin | ES62 Gold · (2 Wo.)ES | Erstveröffentlichung: 7. April 2021 Myke Towers feat. Ñengo Flow                                                    |
| Folgende Lieder erschienen nicht als Single, wurden aber durch das Album zum Download und Streaming bereitgestellt und konnten somit eine Platzierung erlangen: |                            | | | | |
| |                            | | | | |
| 2018 | Yeezy Real hasta la muerte | — | Latin45 ×3Dreifachplatin · (1 Wo.)Latin                                                                                                  | ES— PlatinES | Anuel AA feat. Ñengo Flow                                                                                           |
| 2020 | Safaera YHLQMDLG           | — | Latin4 ×2Doppeldiamant + Platin · (26 Wo.)Latin                                                                                          | ES1 ×4Vierfachplatin · (28 Wo.)ES | Bad Bunny Jowell & Randy & Ñengo Flow                                                                               |
| 2020 | Que malo YHLQMDLG          | — | Latin14 (8 Wo.)Latin | ES28 Platin · (4 Wo.)ES | Bad Bunny feat. Ñengo Flow                                                                                          |
| 2020 | Antes y después Emmanuel   | — | Latin23 (1 Wo.)Latin | ES60 (1 Wo.)ES | Anuel AA feat. Kendo Kaponi, Yandel & Ñengo Flow                                                                    |
| 2023 | Peso a peso 3men2 Kbrn     | — | — | ES54 (1 Wo.)ES | Eladio Carrión feat. Quavo, Rich The Kid & Ñengo Flow                                                               |
| 2024 | Bad Boy La Joia            | — | — | ES51 (3 Wo.)ES | Bad Gyal feat. Ñengo Flow                                                                                           |

Weitere Gastbeiträge
- 2015: Fronteamos Porque Podemos (De La Ghetto feat. Daddy Yankee, Yandel, & Ñengo Flow, US: Platin (Latin))
- 2016: Ella y Yo (Remix) (Pepe Quintana feat. Farruko, Ozuna, Arcángel, Anuel AA, Bryant Myers, Kelvin Roldan, Ñengo Flow, Alexas La Bestia & Ñejo, US: Gold (Latin))
- 2016: Hablame 2 (Dvice feat. Alex Kyza, Darkiel, Ñengo Flow, Anuel AA, Bryant Myers, Lary Over, Almighty & Juanka, US: Gold (Latin))
- 2016: Un polvo (Maluma feat. Bad Bunny, Arcángel, Ñengo Flow & De La Ghetto, ES: Gold)
- 2017: Vas a Querer Volver (Jon Z feat. Ñengo Flow, US: Gold (Latin), ES: Gold)
- 2017: Si me muero (Pepe Quintana feat. Farruko, Lary Over, Ñengo Flow & Darell, US: ×3Dreifachplatin (Latin) )
- 2018: Darte (Remix) (Alex Rose feat. Casper Magico, Ñengo Flow, Bryant Myers, Noriel, Juhn, Miky Woodz, Jhay Cortez & Myke Towers, ES: Platin, US: ×4Vierfachplatin (Latin) )
- 2022: QEPDC (Yovngchimi feat. Ñengo Flow, US: Platin (Latin))
- 2023: Baby Father 2.0 (Yovngchimi feat. Myke Towers, Arcángel, Ñengo Flow & Yeruza, US: Platin (Latin))

## Auszeichnungen für Musikverkäufe
| Goldene Schallplatte - Italien - 2024: für die Single Safaera - Spanien - 2024: für das Lied Dónde? - 2024: für das Lied Hoy | Platin-Schallplatte - Mexiko - 2023: für die Single Delincuente |

Anmerkung: Auszeichnungen in Ländern aus den Charttabellen bzw. Chartboxen sind in ebendiesen zu finden.
| Land/RegionAuszeichnungen für Musikverkäufe (Land/Region, Auszeichnungen, Verkäufe, Quellen) | Gold       | Platin       | Diamant     | Verkäufe  | Quellen             |
| -------------------------------------------------------------------------------------------- | ---------- | ------------ | ----------- | --------- | ------------------- |
| Italien (FIMI)                                                                               | Gold1      | —            | —           | 50.000    | fimi.it             |
| Mexiko (AMPROFON)                                                                            | —          | Platin1      | —           | 140.000   | amprofon.com.mx     |
| Spanien (Promusicae)                                                                         | 10× Gold10 | 20× Platin20 | —           | 1.480.000 | elportaldemusica.es |
| Vereinigte Staaten (RIAA)                                                                    | 8× Gold8   | 33× Platin33 | 2× Diamant2 | 3.420.000 | riaa.com            |
| Insgesamt                                                                                    | 19× Gold19 | 54× Platin54 | 2× Diamant2 |           |                     |